# Estepa forestal de Selengá-Orjón
La ecorregión de la estepa forestal de Selengá-Orjón (WWF ID: PA0816) se extiende a través del centro norte de Mongolia y sigue el curso del río Selengá en dirección noreste hacia Rusia. La ecorregión se encuentra a gran altura, pero está rodeada de cadenas montañosas más altas. Como zona de transición entre la taiga (al norte) y la estepa, presenta bosques de coníferas en las laderas norte de las montañas y rodales de pinos y álamos en las laderas sur. Tiene una extensión de 227 660 kilómetros cuadrados (87 899,6 mi²).

## Localización
La ecorregión se extiende aproximadamente 1000 km, desde las montañas Jan-Joji en el distrito de Baruunturuun en Mongolia occidental, hasta Ulán-Udé, la capital de la república de Buriatia en Rusia, justo al este del lago Baikal. A lo largo de su extensión pasa por la cuenca de drenaje del río Selengá superior y sus afluentes, el valle del río Orjón y a lo largo del valle del río Selengá hacia Rusia. En el medio, la ecorregión rodea la zona boscosa más alta de las montañas Jangái. La altitud media de la zona es de 800 a 1200 metros, con algunos picos que alcanzan los 2900 metros.

## Clima
La región tiene un clima subártico de invierno seco (clasificación de Köppen Dwc), aunque limita estrechamente con un clima continental húmedo de invierno seco (Dwb) y con un clima semiárido fresco (BSk). Este clima se caracteriza por una alta variación de temperaturas, tanto diaria como estacional; con inviernos largos y fríos y veranos cortos y frescos, con sólo tres meses con un promedio de más de 10 °C (50,0 °F). Hay suficientes precipitaciones (con un promedio de hasta 300 mm/año) lo que permite sustentar rodales escasos de árboles, rodeados de vegetación esteparia. La temperatura media en el centro de la ecorregión es de −27,7 °C (−17,9 °F) en enero y de 14,7 °C (58,5 °F) en julio.

## Flora y fauna
Las laderas del norte de las montañas de la ecorregión presentan bosques de coníferas, mientras que las laderas del sur suelen presentar rodales de bosques de «estepa abierta» formados principalmente por especies arbóreas como: pino silvestre (Pinus sylvestris) y álamo temblón (Populus tremula).

## Áreas protegidas
La ecorregión sufre una fuerte presión por el pastoreo. Hay relativamente pocas áreas protegidas para una ecorregión de su tamaño, una de estas zonas es el parque nacional Jan-Joji Jiargas, que cubre gran parte de las montañas Jan Joji, una pequeña cadena montañosa (de 100 km de largo) que se encuentra al noreste del lago Jiargas.